# عبد الله بن إبراهيم الشرائحي
عبد الله بن إبراهيم الشَرائحي المعروف بـ الحافظ جمال الدين، عالم مسلم ومحدث من القرن الثامن الهجري،وُلِدَ في بعلبك ونشأ بها عام 748 هـ وتوفي في 820 هـ.
هو محدّث الشام ومفيدها، الحافظ جمال الدين أبو محمد عبد الله بن إبراهيم بن خليل بن عبد الله بن محمود بن يوسف بن تمّام المعروف بابن سَمَوَّل، الشَّرائحي، السِّنْجاري الأصل، البَعْلي ثم الدمشقي، الشافعي، الأَثَري
برز في الحديث، وأفاد الناس، وخرّج لجماعة من أقرانه فمن دونهم، منهم الجمال محمد بن محمد النحاس، وحدّث في جامع دمشق وغيره، وامتُحن في السنّة، ثم انتقل إلى مصر بعد الكائنة العظمى سنة 803، وأقام بها مدة
وحدّث فيها بكثير من مسموعاته، ثم رجع إلى دمشق، وأقام بها زمانًا منفردًا، وكان منزله بظاهرها في حكر مالك خارج باب تُوما، وولي التدريس في دار الحديث الأشرفية إلى وفاته
وصُدِّر للتحديث في جامع الطواشي خارج باب النصر عند تجديده سنة 813.
عاش حياته في السنّة طَلَبًا وبذلًا، وآخر ما حدّث به صحيح مسلم، وتوفي ثاني ليلة ختمه، ثالث المحرم سنة 820 بدمشق.

## روايته للحديث النبوي الشريف
- أخذَ عن: الجمال بن بردس وغيره
- سمع من: وأدرك الأخذ عن جماعة من أصحاب فأدرك جماعة من أصحاب الفخر ابن البخاري وأحمد بن شيبان وطبقتهم، فسمع منهم ومن أصحاب ابن القواس وابن عساكر، ثم من أصحاب القاضي سليمان بن حمزة، وعيسى المطعِّم والحجار ونحوه، ثم من أصحاب زينب بنت الكمال والمِزّي، وبقي يسمع من حدود سنة 760 وإلى قرب موته، حتى سمع من أقرانه فمن دونهم، فأكثر من المسموع جدًّا[2][3][4]

## من عيون مسموعاته
سمع ببلده على مسندها أحمد بن عبد الكريم البعلي: صحيح مسلم.
وعلى يوسف بن عبد الله الحمال: السيرة النبوية لابن اسحاق تهذيب بن هشام.
وبدمشق على الصلاح محمد بن أحمد بن أبي عمر: مسند الإمام أحمد بن حنبل، والشمائل، وثمانيات مشيخة الفخر ابن البخاري.
وعلى عمر بن أميلة المراغي :سنن أبي داود، وجامع الترمذي، وثمانيات مشيخة الفخر.
وعليه وعلى محمد بن أبي بكر السوقي: معجم ابن جميع الصيداوي.
وعلى محمود بن خليفة المنبجي: الذرية الطاهرة للدولابي.
وعلى محمد بن موسى بن الشيرجي وأحمد بن محمد الجوخي: جزء الأنصاري.
وعلى أحمد بن إسماعيل بن أحمد بن عمر بن أبي عمر المقدسي: أمالي ابن سمعون.
وعلى إسماعيل بن السيف الحراني: الأربعين لأبي أسعد القشيري، وجزءا من حديث أبي القاسم السمرقندي.
وعلى عبد اللطيف بن عبد المحسن: مسموع ابن الصواف من النسائي.
وذكر ابن حجر في المجمع المؤسس أشياء أخرى.

## من الرواة عنه
أخذ عنه من لا يُحصى كثرة كما قال السخاوي، وتخرج به الحافظ ابن ناصر الدين في الحديث، ومن مشاهير الآخذين عنه: التقي الفاسي، وابن عروة، وابن حجر، والعلم البلقيني، ورضوان العقبي، وعبد الرحمن بن سليمان أبو شعر، والشهاب ابن زيد، وابن قاضي شهبة، وعلي بن محمد ابن خطيب الناصرية، والنجم عمر بن فهد، وعلي بن إبراهيم الإبّي، والمحب محمد الطبري إمام المقام.
وممن تأخر من الرواة عنه أكثر من ثمانين سنة: أبو البقاء الناصر محمد بن أبي بكر المقدسي الشهير بابن زُريق، ومنهم أمة الخالق بنت عبد اللطيف العقبي، وعبد الغني البساطي، أجاز لهما باستدعاء رضوان العقبي سنة 814.
وللفائدة ذكر يوسف بن عبد الهادي في ثبته النهاية وأنه يروي عنه بواسطة البرهان إبراهيم بن بن أحمد الباعوني، والبرهان إبراهيم بن أحمد بن حسن ابن الغرس العجلوني، والبرهان إبراهيم بن عبد الرحمن ابن قاضي عجلون

## علماء قاموا بالثناء عليه
قال ابن ناصر الدين: الحافظ المفيد.. كان فقيهًا فرضيًّا، واحد الحفاظ المفيدين، آية في حفظ الرواة المتأخرين، يُذاكر فيهم مذاكرة دالة على حافظة باهرة.
وقال في منظومة الحفاظ: عُدَّ فتى الشرائحيْ الجَمالا * طِيبًا يفوق ضَبْطُه الرِّجالا.
وقال في شرحها إن الطيب هنا: الحُسن. ويفوق: يعلو شرَفًا على غيره. والضبط هنا: التقييد والإتقان.
وقال أيضًا في الثالث والعشرين من متبايناته: أخبرنا الشيخ العالم الحافظ المفيد المقرئ.
وقال في سماعات جزء الأولية للشرائحي: الشيخ الإمام الحافظ الثقة جمال الدين بركة المسلمين.
وقال ابن حجر: صار أعجوبة دهره في معرفة الأجزاء والمرويات ورواتها والعالي والنازل، وله مع ذلك فضائل ومحفوظات ومذاكرة حسنة، وكان شهما شجاعا مهابًا، جِدًّا كله، لا يعرف الهزل، وكان يتديَّن، مع خيرٍ وشَرَف.